# Campodimele
Campodimele ist eine italienische Gemeinde in der Provinz Latina in der Region Latium mit 566 Einwohnern (Stand 31. Dezember 2023) und liegt 127 Kilometer südöstlich von Rom.

## Geographie
Campodimele liegt in den Monti Aurunci nördlich von Gaeta.
Der Ort ist Mitglied der Vereinigung I borghi più belli d’Italia (Die schönsten Orte Italiens) und trägt die Bandiera Arancione, ein Qualitätssiegel des TCI im Bereich Tourismus und Umwelt.

## Bevölkerungsentwicklung
| Jahr      | 1861 | 1881 | 1901 | 1921 | 1936 | 1951 | 1971 | 1991 | 2001 |
| --------- | ---- | ---- | ---- | ---- | ---- | ---- | ---- | ---- | ---- |
| Einwohner | 804  | 957  | 1243 | 1414 | 1437 | 1612 | 964  | 762  | 733  |

Quelle: ISTAT
Bekannt ist der Ort für die relativ große Zahl sehr alter Menschen. Der Sachverhalt wurde inzwischen wissenschaftlich untersucht (Universität Rom). Die Ergebnisse der Forschungen werden von der Gemeinde aufbewahrt.

## Politik
Roberto Zannella (Lista Civica: I Giovani Campodimele) wurde im April 2008 zum Bürgermeister gewählt und am 10. Juni 2018 im Amte bestätigt.

## Trivia
In der Dokumentation „Jungbrunnen der Welt“ wurde der Ort am 12. Juni 2016 um 10.00 Uhr im Programm des Fernsehsenders Phoenix vorgestellt.